# Pseudepapterus hasemani
Pseudepapterus hasemani är en fiskart som först beskrevs av Steindachner, 1915.  Pseudepapterus hasemani ingår i släktet Pseudepapterus och familjen Auchenipteridae. Inga underarter finns listade i Catalogue of Life.